# Kenneth Chipolina
Kenneth George Chipolina (* 8. April 1994 in Gibraltar) ist ein gibraltarischer Fußballspieler.

## Karriere

### Vereine
Chipolina kam im Alter von 15 Jahren erstmals für den St Joseph’s FC im Seniorenfußball zum Einsatz, für den er eine Saison lang spielte. Anschließend war er in der Saison 2010/11 für den Gibraltar United FC in der zweithöchsten Spielklasse aktiv, bevor er für eine weitere Saison für den St Joseph’s FC und eine für den Lion Pilots FC spielte. Zum Gibraltar United FC zurückgekehrt, spielte er für diesen noch einmal vom 1. Juli 2014 bis 18. Januar 2015.
Danach gehörte er vom 19. Januar bis Mitte September 2015 dem Lincoln Red Imps FC an, für den er jedoch kein Pflichtspiel bestritt. Über ein Leihgeschäft kam er in der Saison 2015/16 bis Januar 2016 in fünf Punktspielen für den Gibraltar United FC zum Einsatz. Darauf folgend bestritt er bis Saisonende 2016/17 38 Ligaspiele für den Lincoln Red Imps FC und erzielte sein erstes Tor, bevor er – erneut über ein Leihgeschäft – 15 Ligaspiele in der Folgesaison für den Lions Gibraltar FC bestritt und auch für diesen sein erstes Tor erzielte. Über ein erneutes Leihgeschäft kam er in der Saison 2018/19 in 14 Ligaspielen für den Lynx FC zum Einsatz.
Vom 1. Juli 2019 bis 13. Januar 2020 war er vereinslos, bevor er einen Tag später ein zweites Mal vom St Joseph’s FC unter Vertrag genommen wurde, für den Verein jedoch nur zehn Ligaspiele bestritt, in dem ihm ein Tor gelang. Im Juli 2021 wechselte er ablösefrei zum Europa FC und war nach nur einem Monat erneut ohne Verein. Am 8. Juli 2022 wurde er dann vom Manchester 62 FC unter Vertrag genommen, für den er an den ersten drei Spieltagen der Saison 2022/23 in den Ligaspielbetrieb zurückgekehrt ist. Sein Ligadebüt am 1. Oktober 2022 misslang mit der 0:3-Niederlage im Auswärtsspiel gegen den amtierenden Meister und Pokalsieger Lincoln Red Imps FC. Seit 5. Januar 2023 ist er Vertragsspieler des Ligakonkurrenten Mons Calpe SC.

### Nationalmannschaft
Chipolina gab sein Länderspieldebüt am 25. März 2017 in Zenica bei der 0:5-Niederlage gegen die Nationalmannschaft von Bosnien und Herzegowina im fünften Spiel der WM-Qualifikationsgruppe H für die Weltmeisterschaft 2018; in der Mannschaft spielten mit Joseph und Roy Chipolina sein älterer Bruder und sein älterer Cousin. Am 4. und 7. Juni 2021 wurde er in zwei Freundschaftsspielen, bei der 0:5-Niederlage gegen die Nationalmannschaft Sloweniens und beim torlosen Remis gegen die Nationalmannschaft Andorras, eingesetzt.

## Erfolge
Lincoln Red Imps FC
- Gibraltarischer Meister 2016
- Gibraltarischer Pokal-Sieger 2016